# Drassodes nugatorius
Drassodes nugatorius är en spindelart som först beskrevs av Karsch 1881.  Drassodes nugatorius ingår i släktet Drassodes och familjen plattbuksspindlar. Inga underarter finns listade i Catalogue of Life.